# Guanhaes (tiểu vùng)
Guanhaes là một tiểu vùng thuộc bang Minas Gerais, Brasil. Tiều vùng này có diện tích 5782 km², dân số năm 2007 là 128789 người.